# Amy Cure
Amy Cure (Burnie, 31 de diciembre de 1992) es una deportista australiana que compitió en ciclismo en las modalidades de pista, especialista en las pruebas de persecución, y ruta.
Ganó 13 medallas en el Campeonato Mundial de Ciclismo en Pista entre los años 2013 y 2019. Participó en los Juegos Olímpicos de Río de Janeiro 2016, ocupando el quinto lugar en la prueba de persecución por equipos.

## Trayectoria deportiva
Ya con 17 años destacó en la pista, logrando dos segundos puestos en el Campeonato de Australia en la prueba de persecución por equipos, en 2008 y 2009, además de vencer en el Campeonato Mundial Juvenil en la carrera de scratch, en 2008.
En 2012 logró dos medallas de plata en el Mundial en Pista. En julio ganó la carrera profesional de carretera del Tour de Feminin-O cenu Ceskeho Svycarska, donde se hizo con dos etapas; por lo que un mes después fue contratada por el equipo profesional de su país, el Orica-AIS. Con este equipo participó en el Mundial en Ruta de 2013, aunque abandonó la carrera.
Al año siguiente fichó por el Lotto, aunque sus resultados en ruta no fueron tan satisfactorios como en su etapa en el Orica. Solo destacó en carreras amateurs de un día, siendo su mejor resultado en una carrera profesional el segundo puesto obtenido en el Trofeo Maarten Wynants 2014. Aunque, eso sí, siguió acumulando victorias en la pista, destacando cuatro campeonatos nacionales y el oro en el Mundial de 2015 (persecución por equipos). No le renovaron el contrato y en 2016 se quedó sin equipo profesional; pero para 2017 fichó por el Wiggle High5.
En junio de 2020 anunció su retirada del ciclismo de alta competición.

## Medallero internacional
| Campeonato Mundial | Campeonato Mundial      | Campeonato Mundial | Campeonato Mundial      |
| Año                | Lugar                   | Medalla            | Competición             |
| ------------------ | ----------------------- | ------------------ | ----------------------- |
| 2013               | Minsk (Bielorrusia)     | Medalla de plata   | Persecución individual  |
| 2013               | Minsk (Bielorrusia)     | Medalla de plata   | Persecución por equipos |
| 2014               | Cali (Colombia)         | Medalla de oro     | Puntuación              |
| 2014               | Cali (Colombia)         | Medalla de bronce  | Persecución individual  |
| 2014               | Cali (Colombia)         | Medalla de bronce  | Persecución por equipos |
| 2015               | Saint-Quentin (Francia) | Medalla de oro     | Persecución por equipos |
| 2015               | Saint-Quentin (Francia) | Medalla de plata   | Scratch                 |
| 2015               | Saint-Quentin (Francia) | Medalla de bronce  | Persecución individual  |
| 2017               | Hong Kong (China)       | Medalla de plata   | Persecución por equipos |
| 2017               | Hong Kong (China)       | Medalla de bronce  | Ómnium                  |
| 2017               | Hong Kong (China)       | Medalla de bronce  | Madison                 |
| 2019               | Pruszków (Polonia)      | Medalla de oro     | Persecución por equipos |
| 2019               | Pruszków (Polonia)      | Medalla de plata   | Madison                 |

## Palmarés
2010 (como amateur) 
- 2.ª en el Campeonato de Australia Persecución por Equipos (haciendo equipo con Belinda Goss y Emma Lawson)

2011 (como amateur) 
- 2.ª en el Campeonato de Australia Persecución
- 2.ª en el Campeonato de Australia Persecución por Equipos (haciendo equipo con Georgia Baker  y Emma Lawson)

- 3.ª en el Campeonato de Australia Scratch
- 3.ª en el Campeonato de Australia Puntuación

2013
- 2.ª en el Campeonato de Australia Persecución  (como amateur)
- 2.ª en el Campeonato Mundial Persecución por Equipos (haciendo equipo con (Annette Edmondson y Melissa Hoskins)  (como amateur)
- 2.ª en el Campeonato Mundial Persecución  (como amateur)
- Tour de Feminin-O cenu Ceskeho Svycarska, más 2 etapas (como amateur)
- 1 etapa del Trophée d'Or Féminin

2014
- Campeonato de Australia Persecución
- Campeonato de Australia Persecución por Equipos (haciendo equipo con Georgia Baker Lauren Perry y Macey Stewart)
- 3.ª en el Campeonato Mundial Persecución por Equipos (haciendo equipo con (Annette Edmondson y Melissa Hoskins)
- 3.ª en el Campeonato Mundial Persecución
- Londres Puntuación

2015
- Campeonato de Australia Persecución
- Campeonato de Australia Persecución por Equipos (haciendo equipo con Georgia Baker Lauren Perry y Macey Stewart)
- Campeonato Mundial Persecución por Equipos (haciendo equipo Ashlee Ankudinoff, Annette Edmondson y Melissa Hoskins
- 3.ª en el Campeonato Mundial Persecución
- 2.ª en el Campeonato Mundial Scratch
- Cambridge Persecución por Equipos (haciendo equipo Ashlee Ankudinoff, Georgia Baker y Annette Edmondson)

2016 (como amateur) 
- 2.ª en el Campeonato de Australia Persecución

## Resultados en Grandes Vueltas y Campeonatos del Mundo
Durante su carrera deportiva consiguió los siguientes puestos en las Grandes Vueltas femeninas y en los Campeonatos del Mundo en carretera:
| Carrera         | Carrera         | 2013 | 2014 | 2015 | 2016 | 2017 | 2018 |
| --------------- | --------------- | ---- | ---- | ---- | ---- | ---- | ---- |
|                 | Giro de Italia  | —    | —    | —    | —    | —    | Ab.  |
|                 | Tour de l'Aude  | X    | X    | X    | X    | X    | X    |
|                 | Grande Boucle   | X    | X    | X    | X    | X    | X    |
| Mundial en Ruta | Mundial en Ruta | Ab.  | —    | —    | —    | —    | —    |

—: no participa

Ab: abandono

X: ediciones no celebradas

## Equipos
- Selección de Australia (amateur) (2013)[7]
- Orica-AIS (2013)[8]
- Lotto (2014-2015)
  - Lotto Belisol Ladies (2014)
  - Lotto Soudal Ladies (2015)
- Wiggle High5 (2017-2018)